# 마스터소니아
마스터소니아(학명:Mastersonia driverensis)는 도마뱀목 바라놉스과에 속하는 도마뱀이다. 지금은 멸종된 종으로서 전체적인 몸길이가 2~3m인 거대한 도마뱀에 속한다.

## 특징
마스터소니아는 미국 텍사스주의 샌안젤로 포메이션의 로퍼 페름기 산맥에서 멸종된 비맘마리아 테랍시드속이다. 마스터소니아는 바라놉스과에 속하는 도마뱀의 공통적인 특징으로 길고 튼튼하게 발달된 앞다리와 뒷다리를 가지고 있다. 이는 먹이를 사냥할 때에 특히 유용하게 사용되는 육지에서 빠른 달리기를 가능하게 하였다. 양턱에는 총 15~25개의 송곳니 모양의 이빨을 가지고 있다. 먹이로는 당대에 서식했던 곤충, 절지동물, 무척추동물, 양서류와 같은 육식성의 먹이를 주로 섭이했을 육식성의 도마뱀으로 추정된다.

## 생존시기와 서식지와 화석의 발견
마스터소니아가 생존했었던 시기는 고생대의 페름기로서 지금으로부터 2억 9000만년전~2억 4500만년전에 생존했었던 종이다. 생존했었던 시기에는 북아메리카를 중심으로 하여 당시에 존재했었던 초원, 산림 등에서 주로 서식했었던 종이다. 화석의 발견은 1962년에 미국 텍사스주의 페름기에 형성된 지층에서 미국의 고생물학자인 올슨에 의하여 처음으로 화석이 발견되어 새롭게 명명된 종이다.

## 같이 보기
- 파충류
- 고생대
- 페름기
- 도마뱀
- 화석